# Milou (voornaam)
Milou is een meisjesnaam.  
De naam is een samentrekking van Marie Louise. De naam zou mogelijk ook afgeleid kunnen zijn van het Latijnse woord aemilius, dat "zacht" of "vriendelijk" betekent.

## Bekende naamdraagsters
- Milou Nuyens

## Fictieve naamdragers
- Bobbie, de hond van de stripfiguur Kuifje, heet in het Frans Milou